# 920-е годы до н. э.
920-е (девятьсо́т двадца́тые) го́ды до на́шей э́ры по пролептическому юлианскому календарю — промежуток времени с 1 января 929 года до н. э. по 31 декабря 920 года до н. э., включающий с 929 по 921 годы 8-го десятилетия  и 920 год 9-го десятилетия X века 1-го тысячелетия до н. э. Им предшествовали 930-е годы до н. э., за ними следовали 910-е годы до н. э. Они закончились 2945 лет назад.

## Датированные события
О принципах датировки большинства событий см. X век до н. э.
- 920-е годы: на престол Вавилонии вступает царь Шамаш-мудаммик.

928 год до н. э.
- На Ближнем Востоке согласно одной из версий[1] умер израильский царь Соломон, на престол Иудеи вступает Ровоам.

927 год до н. э.
- Произошло сразу два солнечных затмения — 1 апреля и 25 сентября.[2]
- На Ближнем Востоке в этот год (по другим данным, в 919 году) умер царь Тира Балеазар I, ему наследовал сын Абд-Астарт.
- Амврий сменяет Фамния на престоле Израильского царства.
- На пятом году царствования Ровоама фараон Шешонк I (Сусаким) напал на Иудею, разграбил Иерусалим и Иерусалимский храм и превратил Иудейское царство в вассала Древнего Египта.[3].

926 год до н. э.
- Ближний Восток, 5-й год Ровоама[4]: поход Шешонка I на Иудею (см. en:Battle of Bitter Lakes; en:Sack of Jerusalem (925 BC)).
- Китай, в этом или следующем (925 до н. э.) году: умер князь Лу Вэй-гун, ему наследовал сын Чжо (Ли-гун, эра правления 924—888)[5].

924 год до н. э.
- В Египте умер верховный жрец Амона Иупут, жрецом стал Шешонк (II), сын Осоркона I.

922 год до н. э.
- В Египте умер фараон XXII династии Шешонк I, на престол взошёл его сын Осоркон I.
- В Китае умер царь Чжоу Му-ван, ему наследовал сын И-ху (Гун-ван, эра правления 921—900).

920 год до н. э.
- Согласно «Хронике Евсевия» Агесилай I становится царём Спарты.